# Championnats du monde de cyclisme sur route 1969
Navigation
Imola / Montevideo 1968 Leicester 1970
Les championnats du monde de cyclisme sur route 1969 ont eu lieu le 10 août 1969 à Zolder en Belgique pour la course en ligne professionnels, et du 22 au 24 août 1969 à Brno en Tchécoslovaquie pour le reste des épreuves.

## Résultats
| Épreuves :                                       | Or                                                                       | Or              | Argent                                                      | Argent | Bronze                                                        | Bronze       |
| Épreuves masculines                              |                                                                          |                 |                                                             |        |                                                               |              |
| Hommes - course en ligne                         | Harm Ottenbros Pays-Bas                                                  | 6 h 23 min 44 s | Julien Stevens Belgique                                     | m.t.   | Michele Dancelli Italie                                       | + 2 min 18 s |
| Hommes - amateurs - course en ligne              | Leif Mortensen Danemark                                                  | -               | Jean-Pierre Monseré Belgique                                | -      | Gustave Van Roosbroeck Belgique                               | -            |
| Hommes - amateurs - contre-la-montre par équipes | Suède Erik Pettersson Gösta Pettersson Sture Pettersson Tomas Pettersson | -               | Danemark Mogens Frey Jørgen Hansen Jørn Lund Leif Mortensen | -      | Suisse Xaver Kurmann Bruno Hubschmid Josef Fuchs Walter Burki | -            |
| Épreuve féminine                                 |                                                                          |                 |                                                             |        |                                                               |              |
| Femmes - course en ligne                         | Audrey McElmury États-Unis                                               | -               | Bernadette Swinnerton Grande-Bretagne                       | -      | Nina Trofimova Union soviétique                               | -            |

## Tableau des médailles
| Rang  | Nation           | Or | Argent | Bronze | Total |
| ----- | ---------------- | -- | ------ | ------ | ----- |
| 1     | Danemark         | 1  | 1      | 0      | 2     |
| 2     | Suède            | 1  | 0      | 0      | 1     |
| 2     | Pays-Bas         | 1  | 0      | 0      | 1     |
| 2     | États-Unis       | 1  | 0      | 0      | 1     |
| 5     | Belgique         | 0  | 2      | 1      | 3     |
| 6     | Grande-Bretagne  | 0  | 1      | 0      | 2     |
| 7     | Italie           | 0  | 0      | 1      | 1     |
| 7     | Suisse           | 0  | 0      | 1      | 1     |
| 7     | Union soviétique | 0  | 0      | 1      | 1     |
| Total | Total            | 4  | 4      | 4      | 12    |